# Distretto di Alto Biavo
Il distretto di Alto Biavo è uno dei sei distretti della provincia di Bellavista, in Perù. Si trova nella regione di San Martín e si estende su una superficie di 6.117,12 chilometri quadrati.

Istituito il 5 gennaio 1945, ha per capitale la città di Cuzco; al censimento 2005 contava 5.396 abitanti.